# Abaokoro
Abaokoro é uma ilha do Kiribati, sendo uma subdivisão de Tarawa.